# イタリア国鉄ALn56.1900気動車

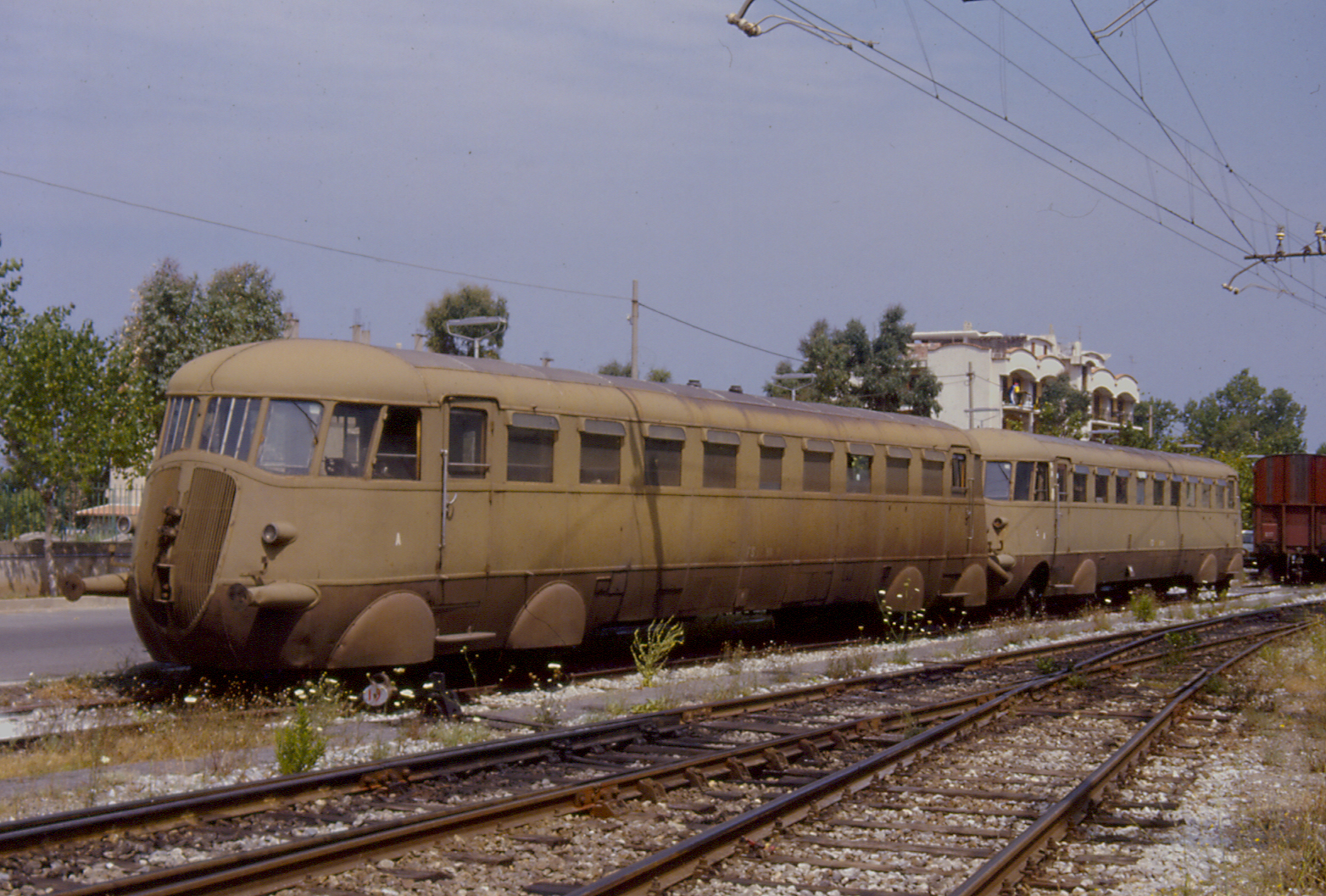
廃車後にパオラ駅で留置されていたALn56.1903号車とALn56.1907号車、1986年

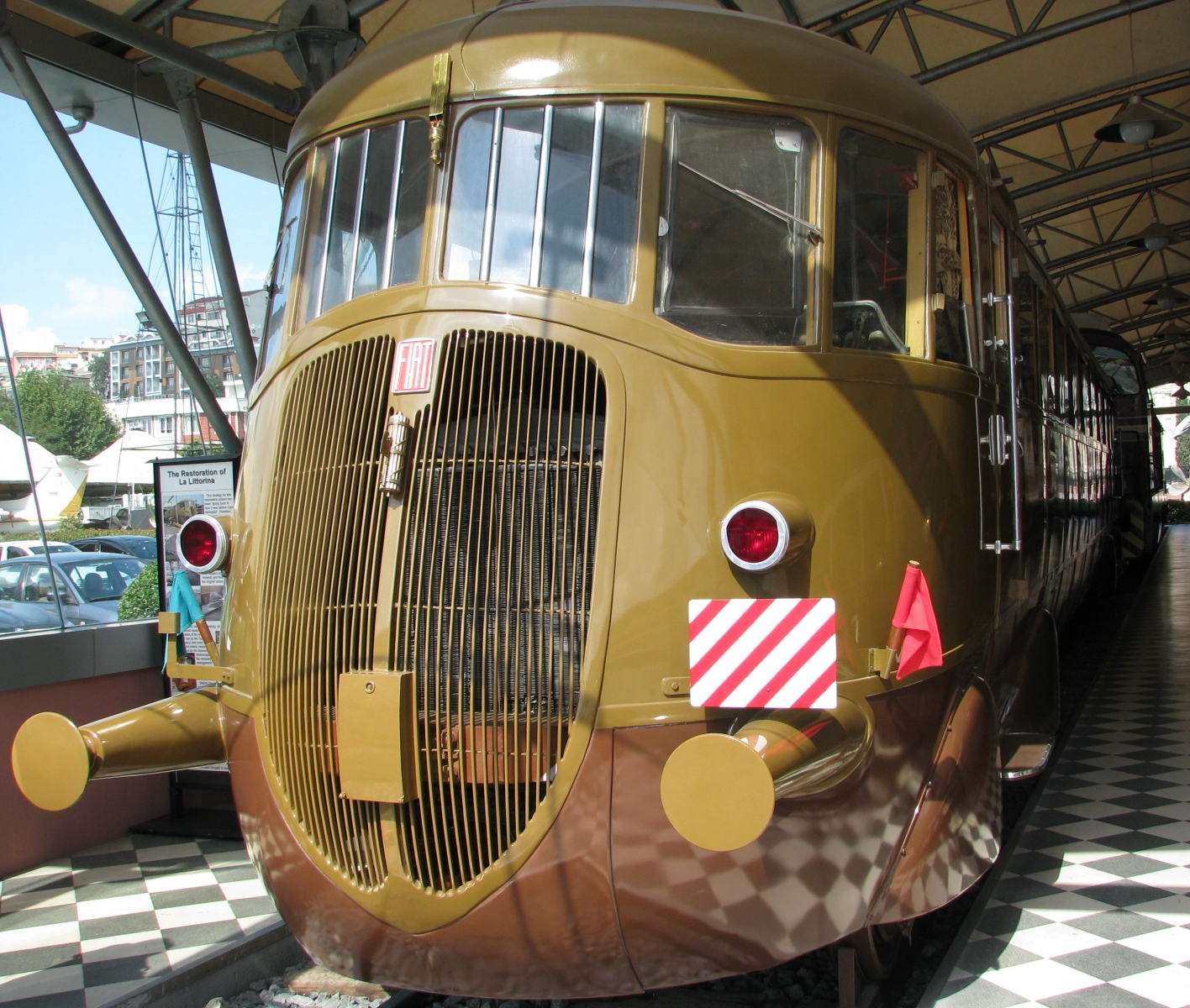
トルコのラフミ・M・コチ博物館で静態保存されているALn56.1903号車、2014年

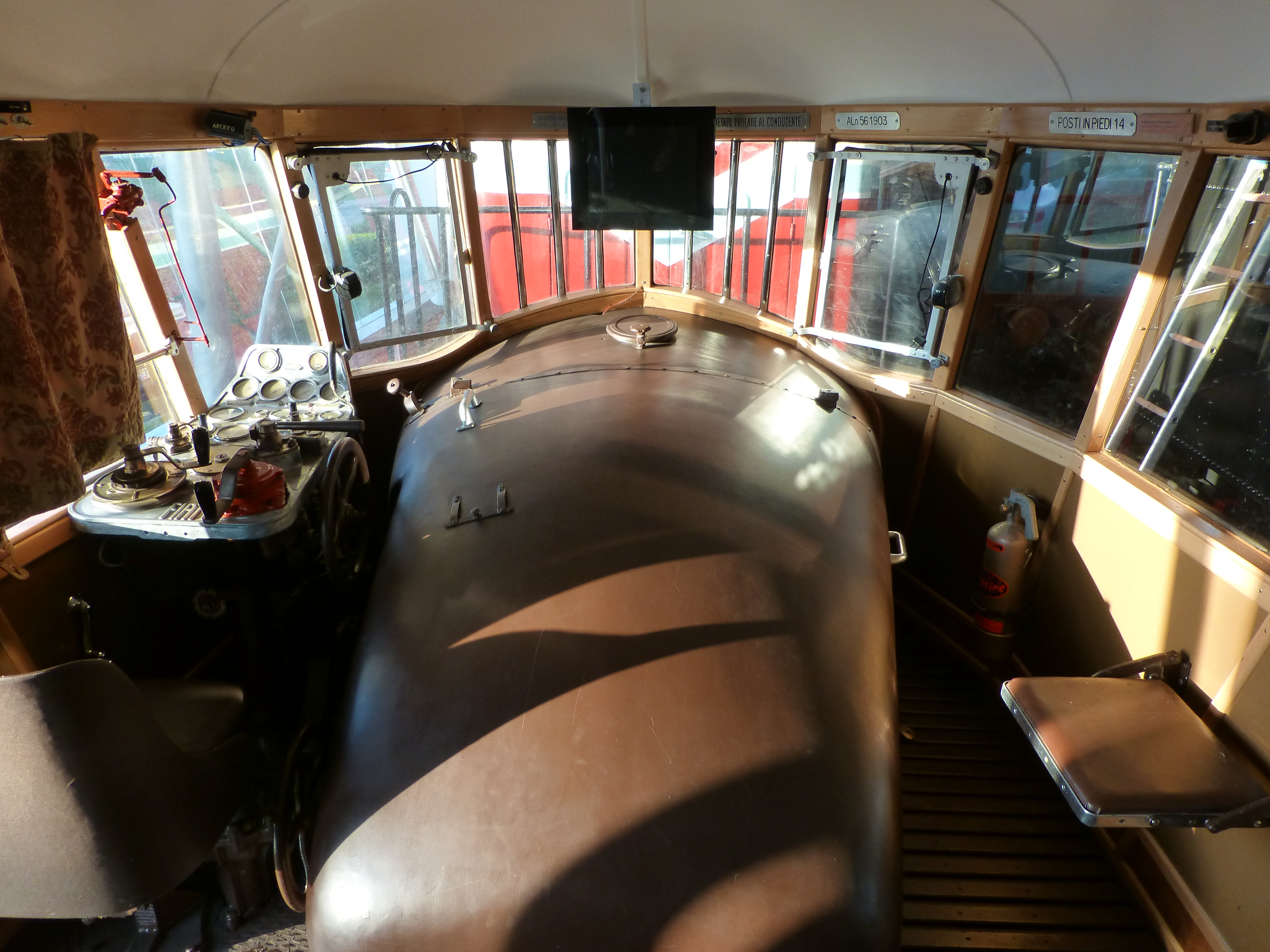
ALn56.1903号車の運転室内、中央に主機のカバーが、左側に運転席が設置される、2014年

イタリア国鉄ALn56.1900気動車（イタリアこくてつALn56.1900きどうしゃ）はイタリアのイタリア国鉄（Ferrovie dello Stato Italiane（FS））で使用されていた機械式気動車である形式ALn56のうち、 Fiatが製造した機番1900番台の機体の通称である。

## 概要
1915年に開業したイタリア南部のパオラとコゼンツァの間を結ぶ、1435mm軌間、35kmのパオラ-コゼンツァ線は途中3区間、計11.6kmに渡り最急勾配75パーミルのラック式となっており、開業に当たり、スイスのSLM製の980ラック式蒸気機関車8機がピサ機関区からコゼンツァ機関区に転属となり、その後1922年には同型機として製造所をAnsaldoに変更し、過熱蒸気式とした981ラック式蒸気機関車8機が増備されて旅客列車、貨物列車を牽引していた。しかしながら、両機とも最高速度が粘着区間40km/h、ラック区間15km/hと低かったことと、途中給水が必要であったこと、機関車を勾配の一番下側に編成する必要があるため、勾配の向きが変わるサン・フィーリ駅で機関車の付替えが必要であったことなどから、パオラ - コゼンツァ間の所要時間が旅客列車で2時間20分前後となっており、その短縮が望まれていた。そこでイタリア国鉄では1930年代にイタリア国内各地に導入されていたリットリナと呼ばれる軽量気動車による運行を計画し、導入された機体が本項で記述するALn56.1900である。
軽量気動車であるリットリナは、自動車メーカーであったFiatが開発した、小型客車並みの車体に大型自動車の技術を用いた走行装置を組み合わせた新しい設計の軽量気動車であり、1932年にAU4.Aと呼ばれる最初の機体が導入された。この気動車は全長約15mの流線形の車体と、88kWのガソリンエンジンと電磁空気制御の4段変速機を搭載した動台車を組合わせたものであった。その後イタリア国鉄にALb48.101-103として3両が納入され、最初の運行区間に因んでリットリナと呼称されるようになったものである。リットリナのシリーズはその後イタリアの国鉄や私鉄、当時のイタリアの植民地の鉄道などに広く導入され、その間、1933年製のALb80やALn56.1000では前後の台車に主機を装荷した2機関搭載車となり、1936年には重連総括制御が可能なALn556.1200/1300が導入される一方、優等列車用に1等室/2等室と、厨房・配膳室、荷物室を装備するALn40やATR100といった車両も製造されていた。また、1935年からはBredaが、1939年からはAnsaldoがそれぞれ独自設計の軽量気動車であるALn56.2000やその重連総括制御可能形であるALn556.2200およびALn56.4000を開発してイタリア国鉄に導入している。
本形式は同じFiat製のALn556.1300をベースにパオラ-コゼンツァ線のラック区間対応化を図ったものである。同線の最急勾配が75パーミルであることから、ALn556.1300をはじめとするリットリナでは1軸駆動台車を使用した車軸配置(1A)(A1)もしくは(1A)2'であるところを、本形式では2軸駆動台車を使用して車軸配置をBo'Bo'とすることでラック区間においても粘着動輪のみで走行可能として、ラック区間用のピニオンはブレーキ用のもののみ装備をしており、このため、ALn56 c.aとも呼称されている。一方でALn556.1300と基本的な車体構造は同一で、先頭部のデザインは上下方向に後退角を持った丸みを帯びた形状となっているほか、同じFiat製の508、518、500（トポリーノ）といった同年代の自動車と共通デザインの、楯型の形状をしたラジエーターグリルを採用していることが特徴となっている。
本形式はまず1937年にFiat型番031のALn56.1301-1305の5両が導入され、その翌年に客室内配置を変更したFiat型番043のALn56.1906-1910が5両導入され、全機がパオラ-コゼンツァ線にのコゼンツァ機関区に配置されている。
なお、形式名の"A"は動力車両、"L"は軽量、"n"はディーゼル燃料の頭文字を表し、"56"の10位と1位の"56"は座席数を表すもの、機番の千位の"1"はFiat製を、百位から一位は番台区分と製造順を表している。このため、同じFiatの通常のALn56やBreda製のALn56と区別して呼称する際には本形式はALn56.1900と通称されているほか、前述のとおりALn56 c.a.の通称も使用されている。各機体の形式機番と製造年、製造所は以下の通りである。
| 形式  | 機番      | 製造所 | 製造所型番 | 製造年 | 廃車年          |
| ----- | --------- | ------ | ---------- | ------ | --------------- |
| ALn56 | 1901-1905 | Fiat   | 031        | 1937年 | 1970年代-1987年 |
| ALn56 | 1906-1910 | Fiat   | 043        | 1938年 | 1970年代-1987年 |

## 仕様

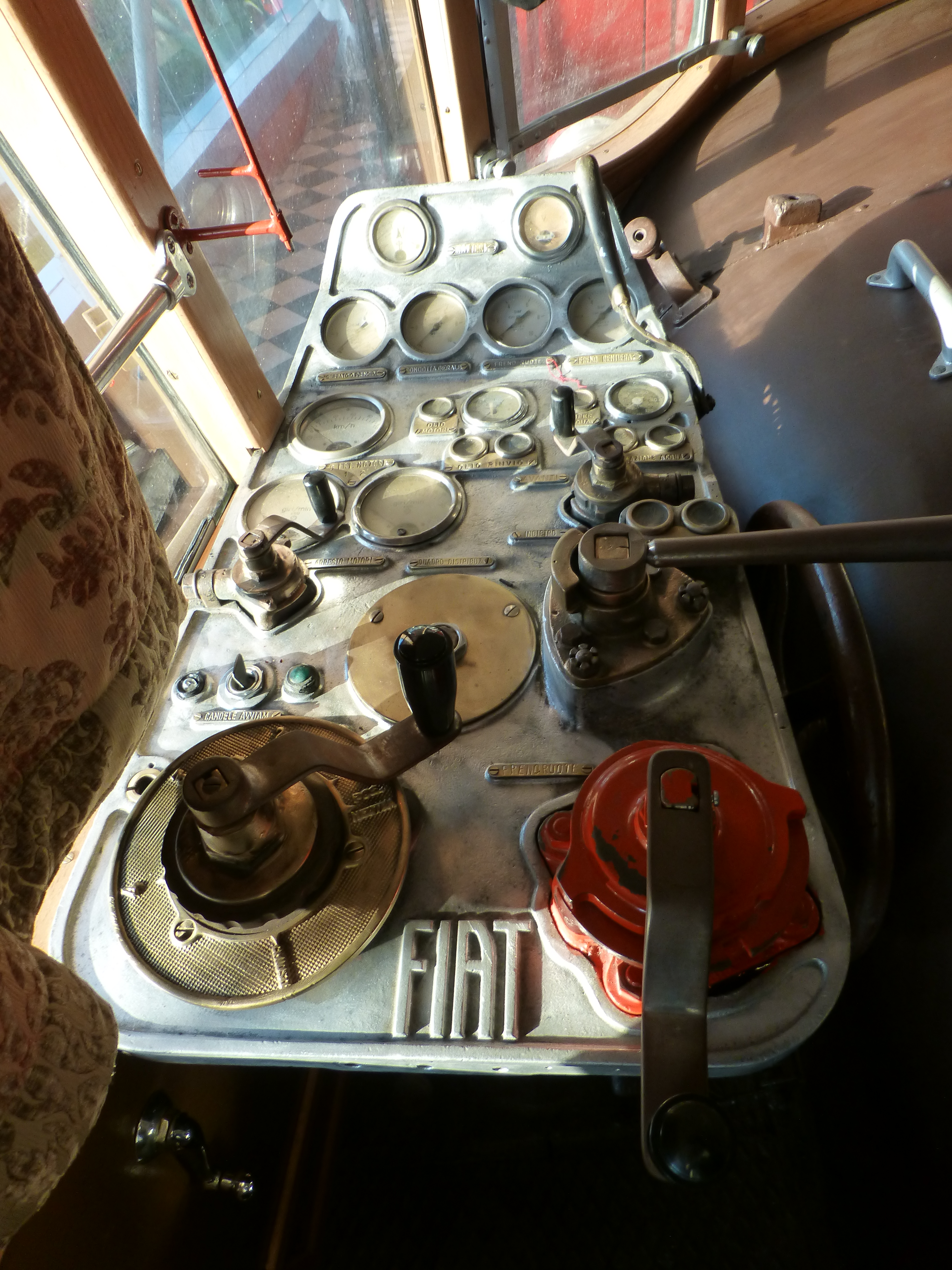
ALn56.1900の運転席、手前左側のハンドルが変速機制御用、右側にはブレーキハンドルが設置され、一般のリットリナからラック区間で使用するピニオン用ブレーキ操作ハンドル、レバーが増設されている

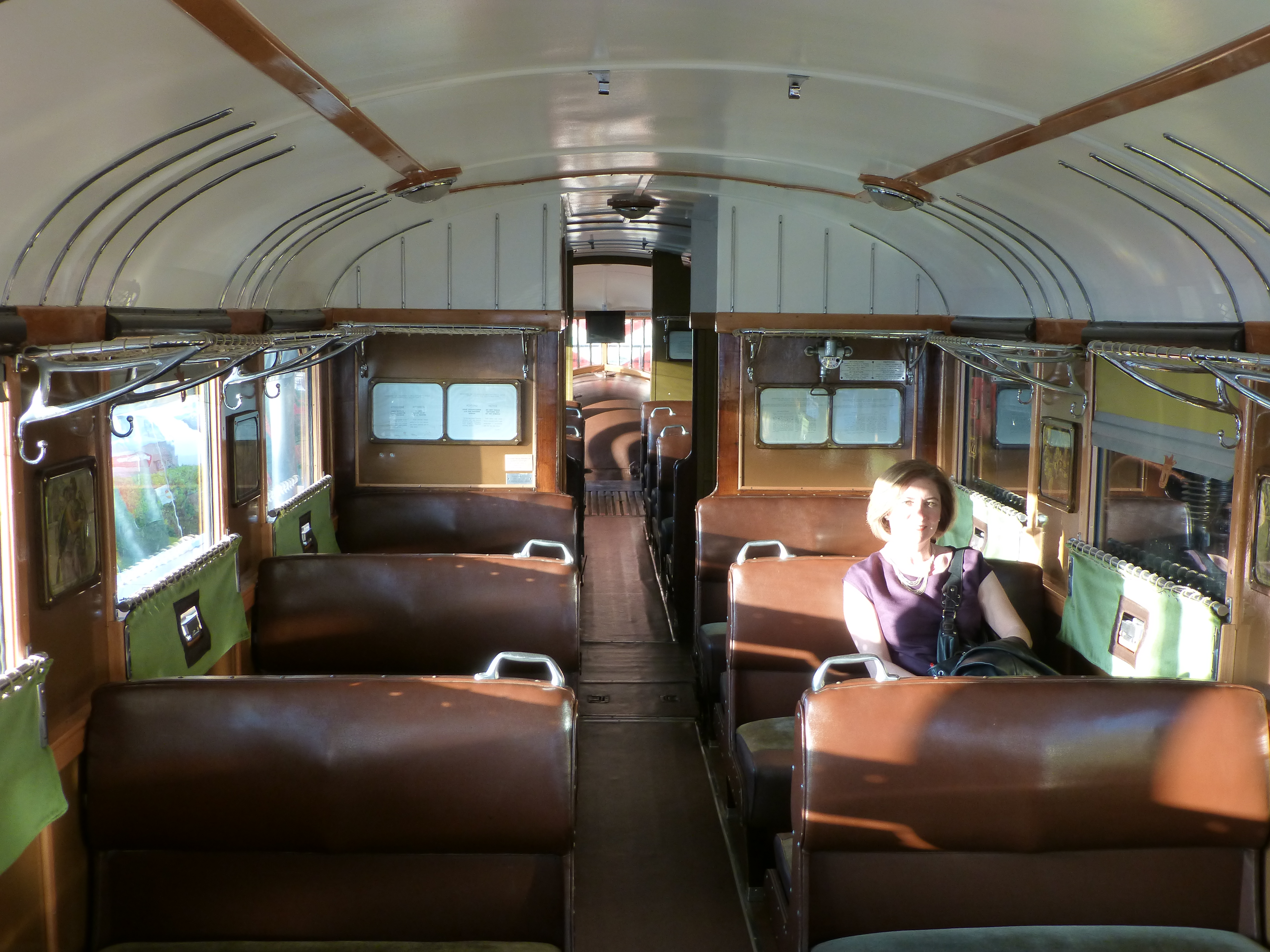
ALn56.1903号車の室内、2012年

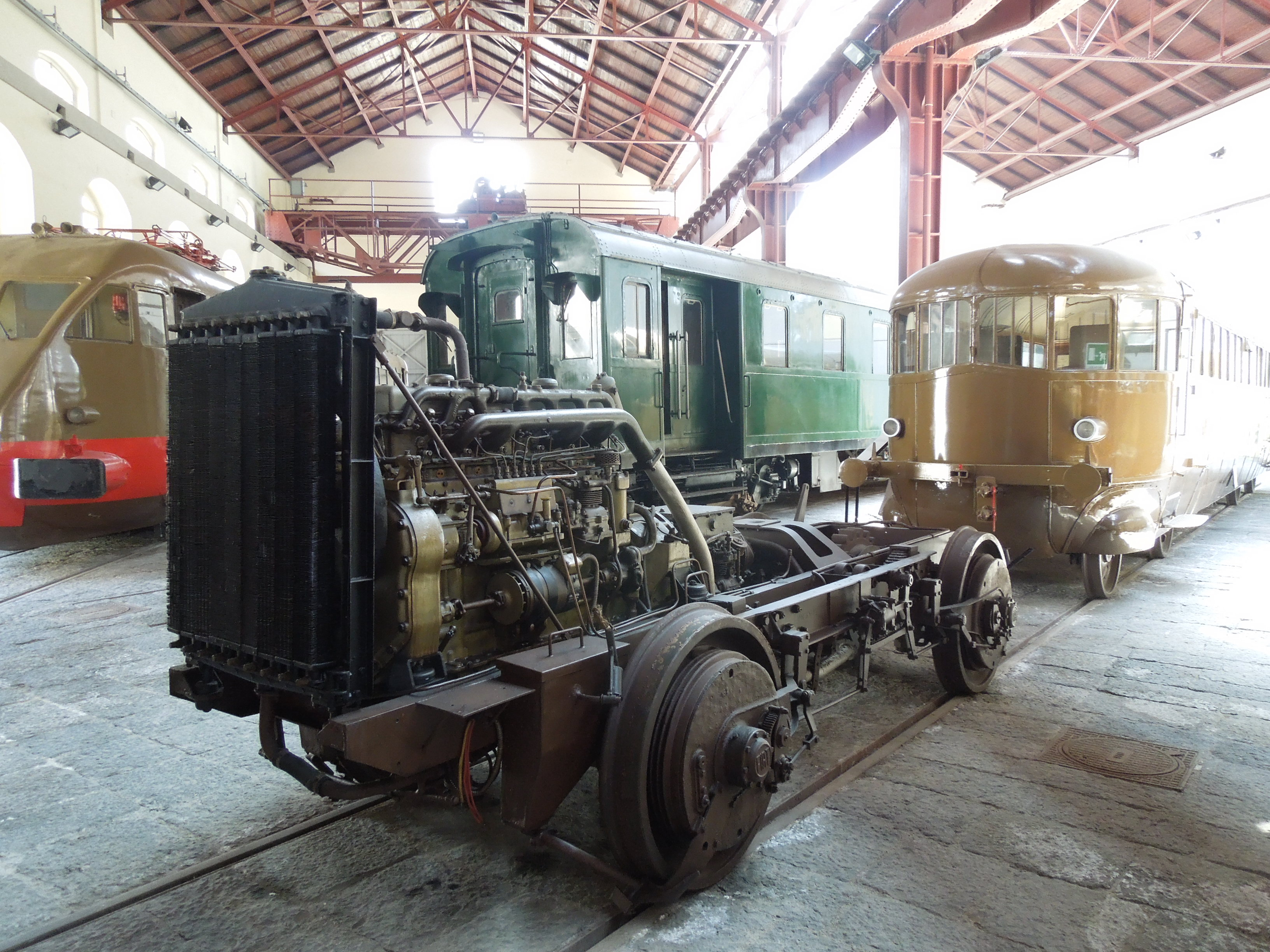
主機、変速機等がトラックのフレームに類似の台車に搭載されるALn56.1900の台車、ブレーキはドラム式、2軸駆動、ラック区間用ブレーキピニオンを装備する、2012年

### 車体
- 車体はリットリナ特有の鳥かご構造と呼ばれる軽量車体となっている。これは細い鋼材をかごのように溶接組立して組み上げた骨組にアルミニウムの外板を貼付けて鋼体としたもので、この構造に加え、リットリナのみでの短編成に対応した車体端荷重を想定した構造とすることと、車体幅2400mm、屋根高3310mmの小さい車体断面とすることで軽量化を図ったものとなっている。
- 編成両先頭部は後退角を持った半円柱形をベースに丸みを持たせた流線形のものとなっており、正面窓は平面ガラスの8枚窓構成でうち正面中央の2枚は車体曲面に合わせて縦4枚の平面ガラスを組合わせたものとなっており、側面端部側の左右各1枚は運転士用の下降窓となっている。正面下部中央には大型の楯型で2次曲面で丸みを帯びた形状のラジエーターグリルが設置されている。このグリルの内部には端梁が通り、端梁中央部には連結用フックが設置されているが、使用されない時にはカバーがされているほか、ラジエーター上部中央にはFiatの紋章が配置されている。また、正面窓下部左右に小型の丸型前照灯兼標識灯を配置しており、連結器は長大編成を考慮しない簡易的なもので、緩衝器が左右、フックが中央にあるタイプとなっている。
- 側面の窓扉配置はALn56.1901-1905はD414D（乗降扉 - 客室窓 - 荷物置 - 客室窓 - 乗降扉)、ALn56.1906-1910ではD513D（乗降扉 - 客室窓 - 荷物置 - 客室窓 - 乗降扉)の配置となっている。乗降扉は1枚外開戸を片側2箇所設置しており、乗降口には2段のステップが設置されている。また、側面窓は大型でアルミ枠の一段下降窓で、窓上部には後年に雨除けが設置されている。
- 車体塗装はイタリア鉄道車両標準のイザベラと呼ばれる赤茶色をベースに、車体下部の床下機器カバー部等を茶色としたものとなっており、正面のラジエーターグリル上部に赤地に”FIAT"の文字が入ったFiat社の紋章が設置されている。また、後年前面車体下部中央の部分を警戒色として赤色としており、一部の機体では赤色の範囲が下部の前面から側面前部にかけてに拡大されている。
- ALn56.1901-1905の室内は前頭部側から運転室/主機室、乗降デッキ、定員32名（うち4名分は折畳席）の客室、トイレおよび手荷物置場、定員24名で端部に郵便搭載スペースを設置した客室、乗降デッキ、運転室/主機室の配置となっており、ALn56.1906-1910ではトイレおよび手荷物置場の位置が変更されており、運転室/主機室、乗降デッキ、定員40名（うち4名分は折畳席）の客室、トイレおよび手荷物置場、定員16名で端部に郵便搭載スペースを設置した客室、乗降デッキ、運転室/主機室の配置となっている。各形式とも各室には仕切壁は設けられておらず、車内は一室となっている。客室の座席は2+2列の4人掛け、シートピッチ1400mmの固定式クロスシートで、茶色の合皮貼りでヘッドレストのない背摺の低いものを各窓毎に1ボックスずつ配列している。室内灯は天井中央部に2列に白熱灯が設置され、天井は白色、側壁面はニス塗りの木製のものとなっているほか、客室暖房として機関冷却水を使用した温風暖房が設置されている。
- 運転室/主機室内は中央部に大型の主機カバーが設置されており、その左側運転台が、右側に助士席が設置されている。運転台はデスクタイプのもので、運転台前方が計器・スイッチ盤となっており、クラッチ用、変速機用の各縦軸のハンドル、逆転機レバー、動輪用、ピニオン用それぞれの空気ブレーキ用縦軸のハンドルなどが配置されているほか、運転台右側側面に円形の手ブレーキハンドルが、運転台手前の床面付近にアクセルペダルが設置されている。なお、後年に重連協調運転時の連絡用として連絡ブザーが運転室に設置されている。

### 走行装置
- 主機はALn556.1300と同じFiat製で直列6気筒のFiat製の356C予燃焼室式ディーゼルエンジンを前後台車上に各1基、計2基搭載している。この機関は排気量9966cm3、定格出力85kW/1700rpm、ボア115mm×ストローク160mm、圧縮比17となっている。また、ラジエーターはALn556.1200と同じく前後の各主機が前後のラジエーターをそれぞれ使用するものである。
- クラッチおよび変速機もFiat製のトラックなどと同じ方式のもので、クラッチは2板式で運転台のレバー操作による電磁空気制御式となっている。変速機はマニュアルトランスミッションのものと同じ4段変速のものをクラッチと同様に電磁空気制御で変速操作を行うものとなっている。クラッチと変速機はそれぞれ運転台の縦軸式の変速ハンドルにて総括制御され、クラッチハンドルによりクラッチの入 - 断が、変速ハンドルにより1-4速のギア入 - ニュートラルが動作するものとなっている。
- 台車は鋼材組立式台車で、ALn56以前のリットリナと同様にトラックの車台と同様に型鋼をラダー状に組み立てたもので、台車枠が車輪の内側にある内側台枠式となっていることが特徴となっているが、ラジエターが車体搭載から台車搭載となるなどの変更がなされている。台車の車体端側には主機および変速機、逆転機、補機としてラジエーター、24Vの直流発電機、2気筒の空気圧縮機が搭載され、主機の出力はドライブシャフトにより台車前後の動軸の減速機を経由して動輪に伝達される2軸駆動方式としている。固定軸距は2800mmであるが、台車の車体支持点を動軸中心から1150mmの位置に設置することで、動軸のバランスを確保しており、車輪径は910mmとなっている。軸箱支持方式は軸箱守式、軸ばねは重ね板ばねであり、板ばねの中央部がシャフトを介して台車に対し回転可能な状態で固定されており、板ばねの一端は軸箱上部に固定されて荷重を伝達し、もう一端は上下に可動可能なコイルばねを介して台車枠に固定されている。また、牽引力は台車のセンターピンを介して伝達され、枕ばねは設置されず、車体荷重は台車のセンターピンの左右に設置されたローラーと、このローラーに接する車体の側受を介して伝達される。また、車体中央側、主機と反対側の動軸にはブレーキ用のピニオンが設置されている。ピニオンはシュトループ式用の1枚歯のもので、レールとラックレールの高さの違いにより動輪とは有効径が異なっているため、動軸には固定されずフリーで嵌め込まれている。
- 床下にはブレーキ用の空気タンク、暖房装置、24Vの蓄電池、燃料タンクなどが搭載されるほか、冷却水用の配管などが設置されている。また、ブレーキ装置として動輪とピニオンに作用する空気ブレーキと手ブレーキを装備している。基礎ブレーキ装置は動輪のものは自動ブレーキ装置により動作する、各車輪に併設されたドラムブレーキによるものとなっている。また、ピニオンのものは緊急ブレーキとして使用されるもので、ピニオンに併設されたブレーキドラムに作用する両抱き式のものとなっている。手ブレーキはALn56.1000では自動車と同様のレバー式のものであったが、本形式ではハンドル式のものに変更されている。

### 主要諸元
| 機番         | 機番         | 1901-1910                                     |
| 軌間         | 軌間         | 1435mm                                        |
| 動力方式     | 動力方式     | ディーゼルエンジンによる機械式                |
| 車軸配置     | 車軸配置     | Bo'Bo'（各台車にブレーキ用ピニオンを装備）    |
| 全長         | 全長         | 19060mm                                       |
| 車体幅       | 車体幅       | 2400mm                                        |
| 屋根高       | 屋根高       | 3310mm                                        |
| 全軸距       | 全軸距       | 15400mm                                       |
| 固定軸距     | 固定軸距     | 1650+1150=2800mm                              |
| 動輪径       | 動輪径       | 910mm                                         |
| 空車重量     | 空車重量     | 24.6t                                         |
| 運行時重量   | 運行時重量   | 29.5t（1901-1905）/29.6t（1906-1910）         |
| 定員         | 定員         | 2等56名                                       |
| 走行装置     | 主機         | Fiat製直列6気筒予燃焼式ディーゼル機関356C×2基 |
| 走行装置     | 変速装置     | 二板式クラッチ + 4段変速機 + 逆転機           |
| 走行装置     | 駆動装置     | 2軸駆動式駆動装置×2組                         |
| 最高速度     | 最高速度     | 70km/h（粘着区間）、18km/h（ラック区間）      |
| ブレーキ装置 | ブレーキ装置 | 空気ブレーキ、手ブレーキ                      |
| 1.           |              |                                               |

## 運行・廃車
- 本形式が運行されていた当時のパオラ-コゼンツァ線はイタリア南部カラブリア州コゼンツァ県のティレニア海沿岸で、標高10mのコゼンツァから途中標高514mのサン・フィーリ駅を経由して標高202mのパオラに至る路線であった。パオラ駅ではイタリア国鉄の南ティレニア線[11]に接続し、コゼンツァではイタリア国鉄のコゼンツァ-シーバリ線[12]と950mm軌間の私鉄であるカラブロ-ルカネ鉄道[13]に接続する。同線はイタリア北部のチェーチナとサリーネ・ディ・ヴォルテッラの間を結ぶ最急勾配100パーミルの チェーチナ-ヴォルテッラ線[14]に続くイタリア国鉄の1435mm軌間の路線としては2番目のラック式路線であり、シュトループ式のラックレールは歯厚70ｍｍ、ピッチ100mm、歯たけ15mm、粘着レール面上高75mmであった。
- 本形式は導入後コゼンツァ機関区に配置されてパオラ-コゼンツァ線で運行されている。通常は1-2両での運行であり、2両編成では運転士が2名乗車して協調運転をしていた。本形式による旅客列車は蒸気機関車列車と比較して粘着区間での最高速度向上、機関車付替と給水の省略などがなされており、これにより所要時間が約90分と蒸気機関車牽引列車の約2時間20分と比較して大幅に短縮されている。なお、980および981蒸気機関車は引続き同線で貨物列車および他線から直通する客車による中長距離旅客列車の牽引に使用されている。
- 1955年には本形式の改良増備形として出力135kWのディーゼルエンジン2基と流体継手、遊星歯車を使用した常時噛合式5段変速機を床下に搭載したALn64が6両導入され、本形式とともに運行され、本形式との重連協調運転も実施されている。
- その後1970年代には旅客の減少により本形式は半数程度が運用され、その他の機体は予備車となり、1983年1月時点では2両のみが稼働車、その他の残存していた機体が予備車となっていた。1979年1月時点でのコゼンツァ機関区におけるパオラ-コゼンツァ線用の機材の配置は以下の通り。
  - ALn56.1900：9両
  - ALn64：10両
  - 981：7両
- 1966年には勾配の緩和とラック区間の廃止のための長大トンネルの建設と電化工事が開始され、全長14958m、最急勾配12パーミルのサンタマルコベールトンネルの開業により、1987年5月31日には新線が営業を開始して本形式など従来の機材は運用されなくなっており、本形式は全車廃車となっている。
- 廃車後、現地に放置されていたALn.56.1903はアメリカの実業家であるミッチェル・ウルフソン・ジュニア[15]のウォルフソニアン財団[16]が1998年に購入して修復を行った後、アメリカのフロリダ州マイアミのウォルフソニアン博物館に収蔵されていたが、1992年にハリケーンアンドリューにより損傷したため、再度修復されてテネシー州チャタヌーガのテネシーバレー鉄道博物館で展示されていた。その後2011年にはトルコの実業家であるラフミ・コチ[17]が所有するイスタンブールのラフミ・M・コチ博物館[18]に貸出され、Fiatとコチ財閥の合弁企業である自動車メーカーであるトファシュ[19]の資金援助により内外装及び主機の修復を受けた後に展示されている。

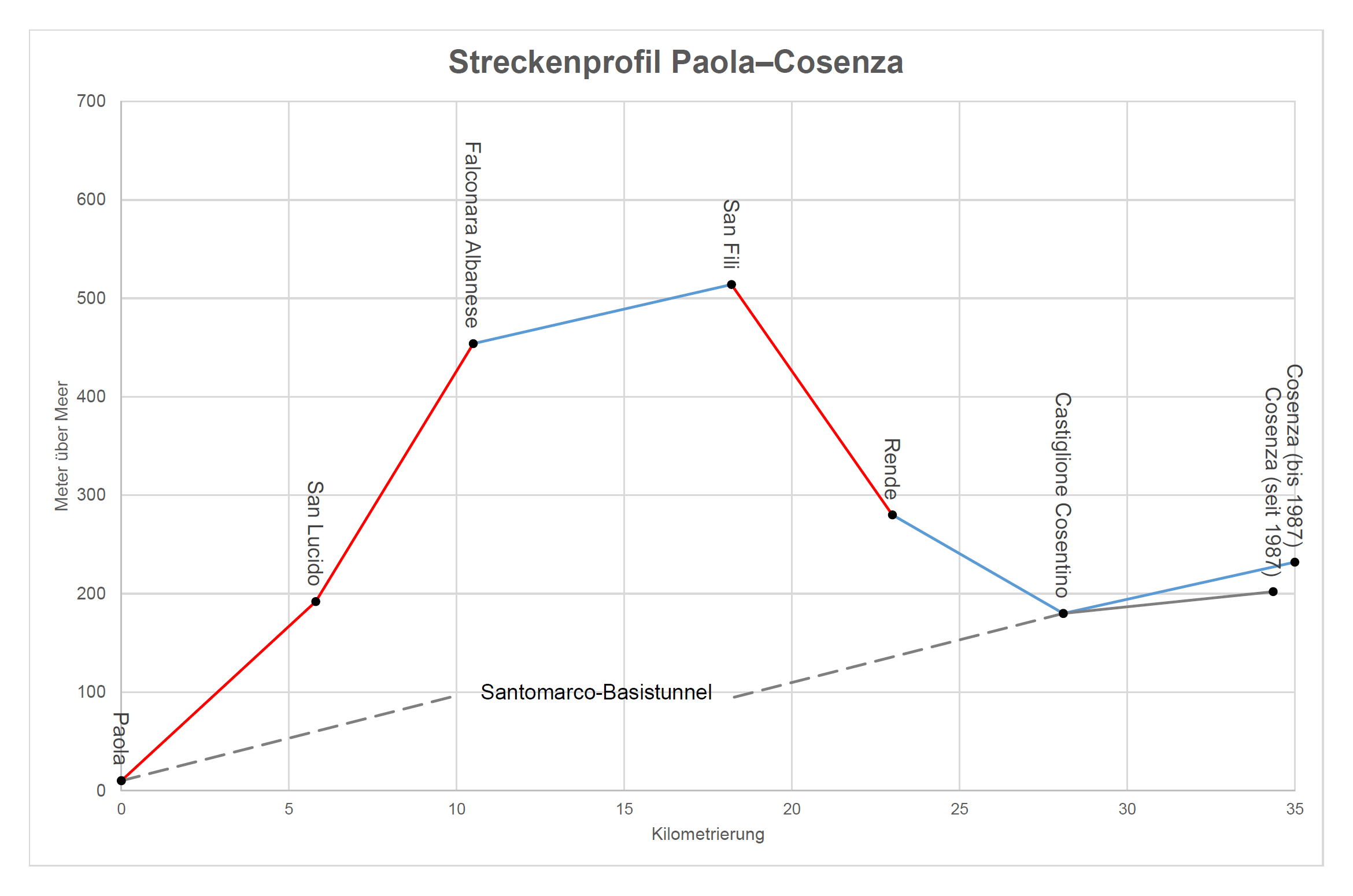
パオラ-コゼンツァ線の線路高低図
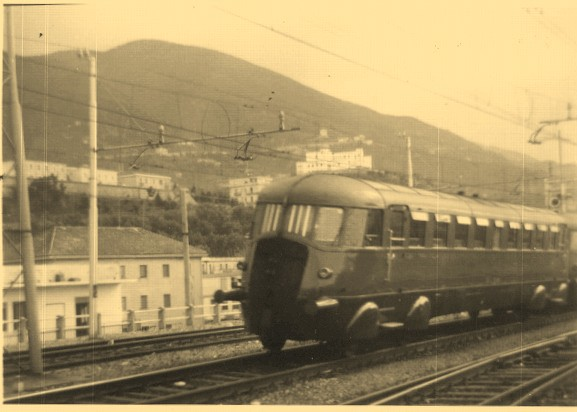
パオラ-コゼンツァ線で運行されるALn56.1900、1971年
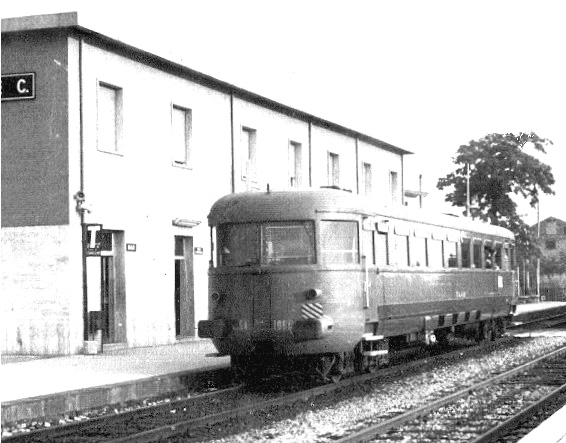
本形式の改良増備形であるALn64、カスティリオーネ・コゼンティーノ駅、1978年
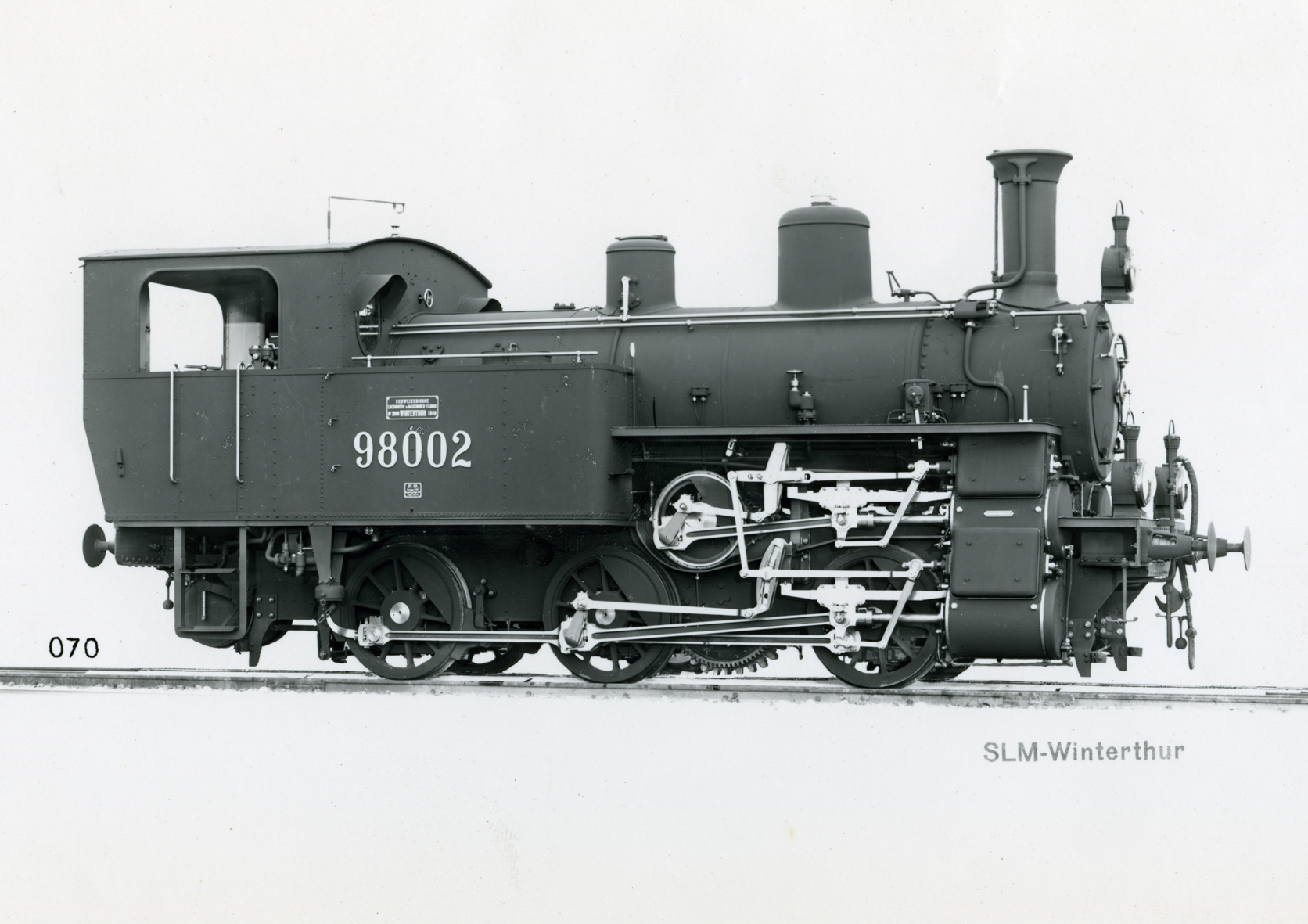
本形式とともに使用されたラック式蒸気機関車であるスイス製の980、メーカー完成写真
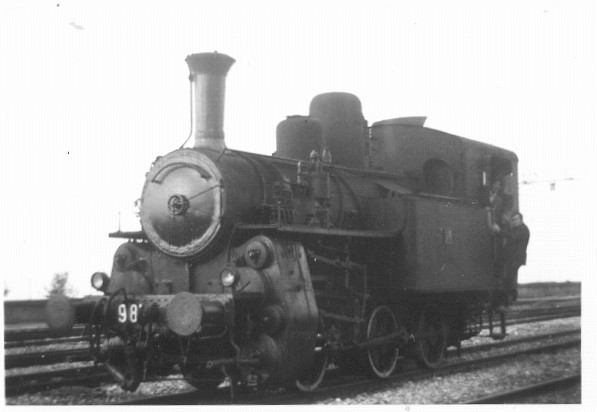
同じく本形式とともに使用された、980の改良増備型である981、1971年
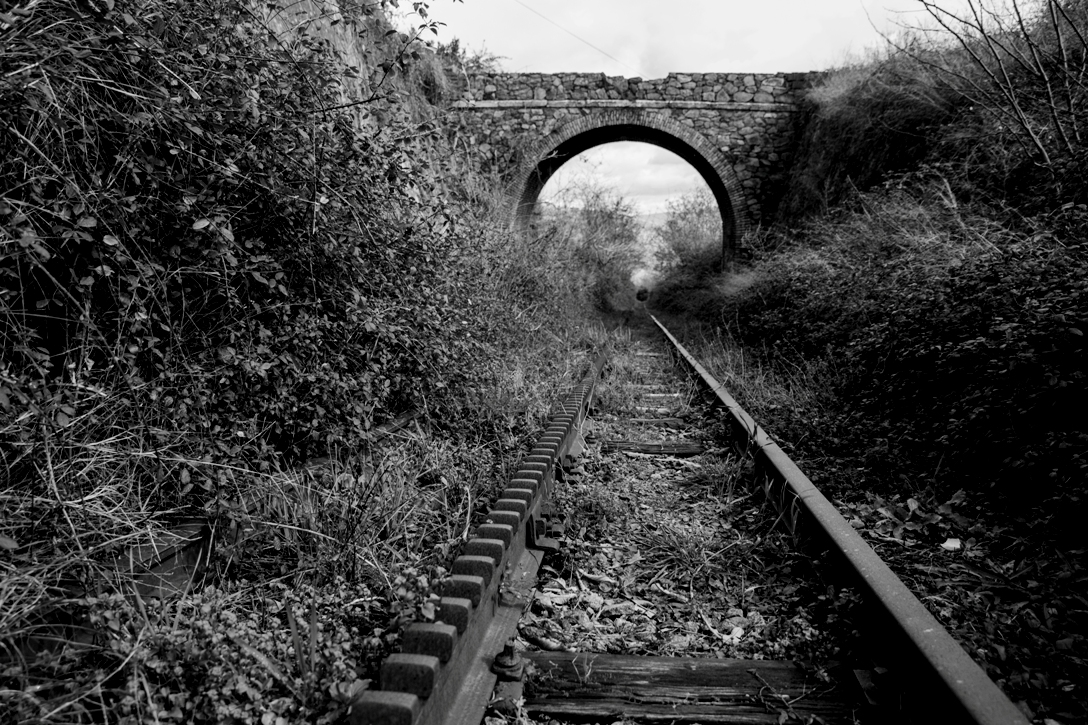
新線切替後のパオラ-コゼンツァ線のラック区間